# Marie Haydée Beltrán Torres
Marie Haydée Beltrán Torres (7 de junio de 1955) es una nacionalista puertorriqueña, quien fue declarada culpable y condenada a cadena perpetua por el atentado de 1977 del edificio de Mobil Oil en Manhattan que mató a una persona e hirió a varios más.  Torres estaba vinculada a la Fuerzas Armadas de Liberación Nacional (FALN), que se atribuyó la responsabilidad por ese atentado y de numerosos otros. Los partidarios de Torres la consideran una presa política. Fue liberada el 14 de abril de 2009.

## Juicio
En el juicio, Marie rechazó el nombramiento de un abogado, exigió representarse a sí misma, y luego informó al tribunal que no presentaría una defensa, ni participaría en las deliberaciones. Con la declaración de su condición de prisionera de guerra, señaló que los procedimientos judiciales eran "ilegales" y que no había "cometido ningún delito", y exigió que su caso fuese juzgado por un tribunal internacional.
Se le negaron sus peticiones, y dio lugar a un juicio con representación legal de oficio, y posteriormente fue acusada de "sedición conspirativa" (o intento de derrocar al gobierno de EE. UU. en Puerto Rico), y condenada a cadena perpetua.
En agosto de 1997, el Segundo Circuito de Cortes de Apelaciones de Estados Unidos le denegó su apelación a abandonar su sentencia. Se afirma que se le negaron sus derechos constitucionales bajo las Enmiendas Quinta, Sexta y Octava.

## Prisión
Marie fue una de las primeras personas en una Unidad experimental de la cárcel Alderson, Virginia Occidental. Era una Unidad de Alta Seguridad (acrónimo en inglés HSU) una especie de prisión dentro de la prisión, estando esa unidad completamente aislada, en el Instituto Correccional Federal. Se denunció que la Unidad era una prisión política clandestina experimental, donde se ejecutaba aislamiento y la práctica de privación sensorial. Finalmente fue cerrada por un orden de juez federal, después de dos años de protestas por grupos religiosos y de derechos humanos.
La Organización ProLIBERTAD dijo que a Marie le fue negada atención médica adecuada. También afirma, que se convirtió en estéril ,después de que funcionarios de prisiones le negaran tratamiento para una inflamación de pelvis, durante cinco años, haciendo caso omiso de los episodios de pérdida de peso drásticos, y de fuertes dolores en la pelvis que no le permitían levantarse.